# Viroïde de la maladie des tubercules en fuseau
Potato spindle tuber viroid
Espèce
Le viroïde de la maladie des tubercules en fuseau (PSTVd, Potato spindle tuber viroid) est une espèce de viroïdes du genre Pospiviroid (famille des Pospiviroidae) dont c'est l'espèce-type. C'est l'agent d'une maladie qui affecte diverses espèces de la famille des Solanaceae, principalement la pomme de terre, mais aussi la tomate et le tabac. C'est le premier viroïde qui a été identifié. Il est constitué d'une petite molécule circulaire d'ARN, étroitement apparentée à celle du viroïde du rabougrissement du chrysanthème (CSVd, Chrysanthemum stunt viroïd). Il est présent en Amérique et en Europe.
L'ARN viroïdal se caractérise par la présence du motif en tige-boucle des Pospiviroïdés.
Toutes les variétés de pommes de terre et de tomates sont sensibles au PSTVd et il n'existe aucune forme de résistance naturelle.
Des infections naturelles ont été observées chez l'avocatier et des infections d'autres Solanaceae cultivées ont été provoquées en laboratoire.
Chez la pomme de terre, l'infection primaire par ce viroïde ne provoque aucun symptôme visible sur le feuillage, mais se traduit par la déformation des tubercules, dite « en fuseau ». La contamination se traduit par des pertes de rendement de 20 à 40 %.